# Diplovertebron
Diplovertebron é um gênero de anfíbios extintos da América do Norte e Europa que viveram durante o período Carbonífero. Diplovertebron representa um dos primeiros representantes dos antracossauros, um grupo de tetrápodes com algumas características de répteis. Uma vez que eles não poderiam produzir um ovo amniótico, que é uma característica definidora dos verdadeiros répteis, os antracossauros são classificados como anfíbios semelhantes a répteis. Diplovertebron e outros antracossauros primitivos são caracterizados por uma coluna vertebral distintamente construída e um padrão de crânio e pés de cinco dedos.